# Geauga County
Geauga County er et county i den amerikanske delstat Ohio.  

## Demografi
Ifølge folketællingen fra 2000 boede der 90,895 personer i amtet. Der var 31,630 husstande med 24,987 familier. Befolkningstætheden var 87 personer pr. km². Befolkningens etniske sammensætning var som følger: 97.42 % hvide, 1,22 % afroamerikanere. 
Der var 31,630 husstande, hvoraf 37.10 % havde børn under 18 år boende. 68.90 % var ægtepar, som boede sammen, 7.20 % havde en enlig kvindelig forsøger som beboer, og 21.00 % var ikke-familier. 17.60 % af alle husstande bestod af enlige, og i 6.90 % af tilfældene boede der en person som var 65 år eller ældre.
Gennemsnitsindkomsten for en hustand var $60,200 årligt, mens gennemsnitsindkomsten for en familie var på $67,427 årligt.